# Casa Taulé
La Casa Taulé és una obra historicista de Sabadell (Vallès Occidental) protegida com a Bé Cultural d'Interès Local, dissenyada el 1902 per l'arquitecte modernista Enric Fatjó i Torras (1862-1907).

## Descripció

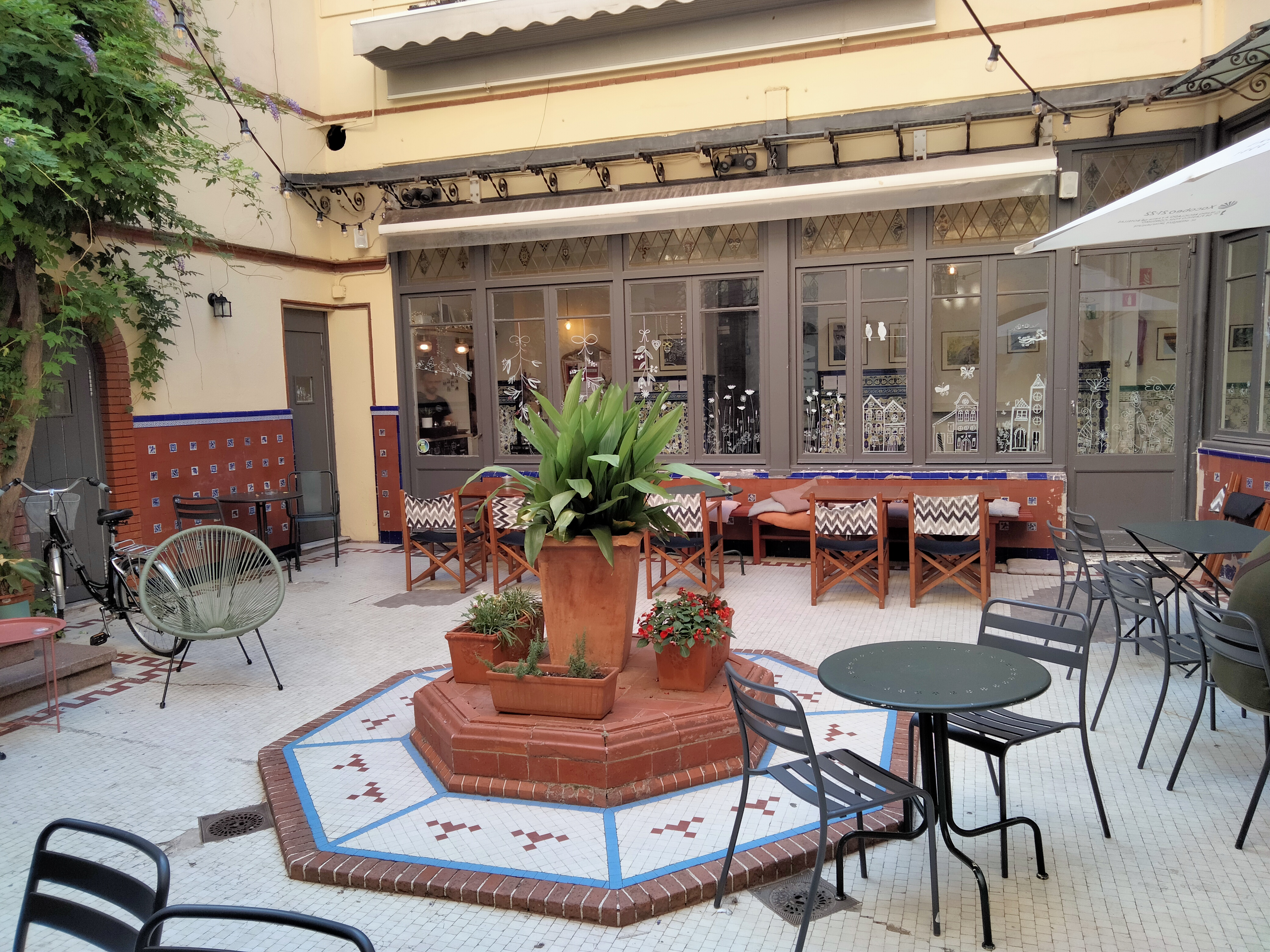
Pati

Casal cantoner, amb jardí interior, format per planta baixa, dos pisos i coberta accessible. Les façanes són homogènies, amb finestres a la planta baixa, balconades al primer pis i balcons d'ampit al segon. Està decorat amb elements neogòtics, un arc sobre l'accés i trencaaigües de pedra als balcons. També cal destacar el cancell i la balustrada de pedra que corona tot l'edifici.